# صابون فولاد زنگ‌نزن

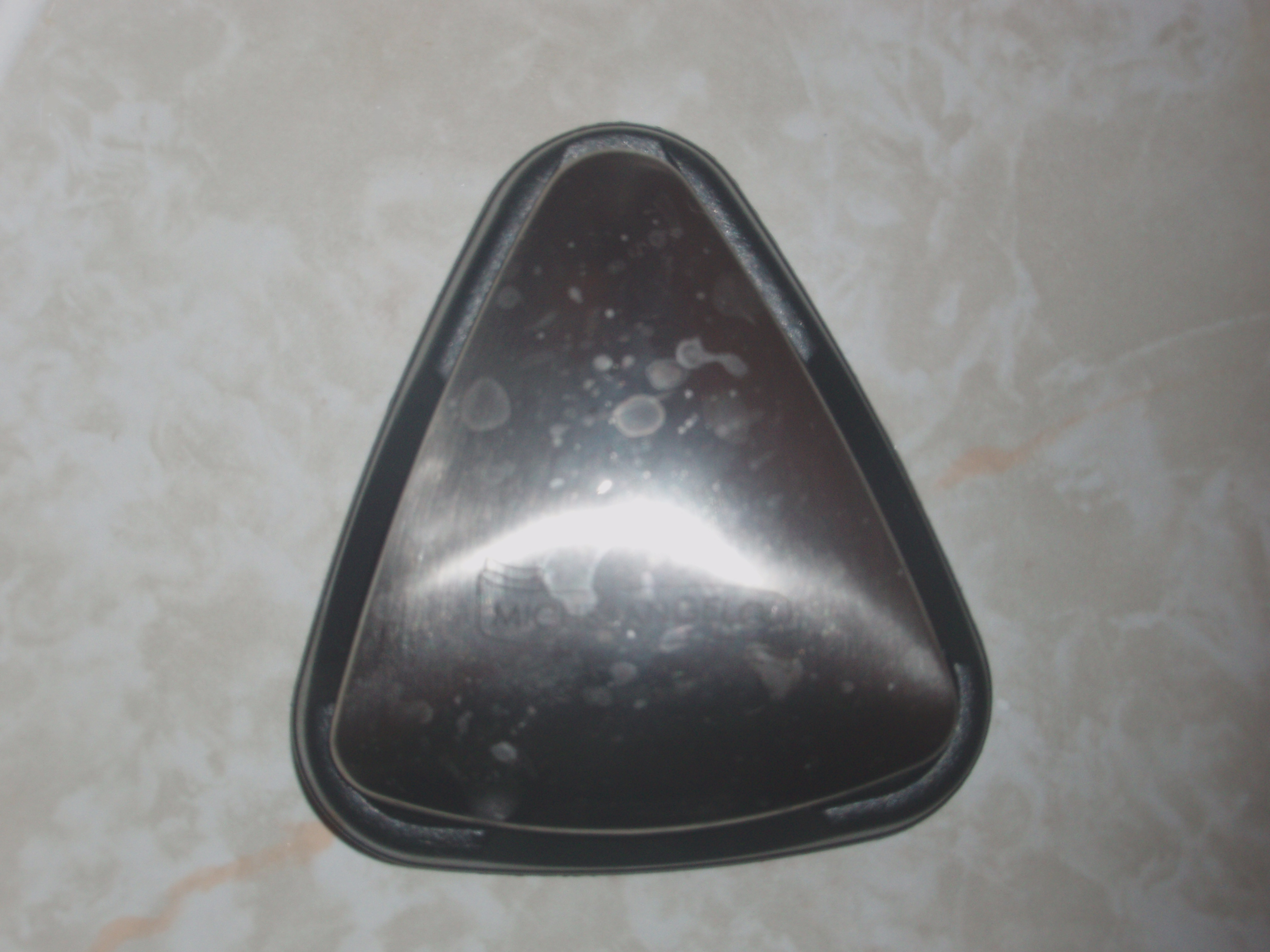
نمونه‌ای از صابون فولاد زنگ‌نزن

صابون فولاد زنگ‌نزن (به انگلیسی: Stainless steel soap) یا صابون فولادی ضدزنگ، تکه‌ای از فولاد زنگ‌نزن است که به‌شکل صابون یا هر شکل دیگری ساخته می‌شود. هدف استفاده از آن خنثی کردن یا کاهش بوهای قوی مانند سیر، پیاز، سوسیس، ماهی و… از روی پوست دست است که پس از کار کردن با آن‌ها از پوست دست استشمام می‌شود.

## نحوهٔ عملکرد
شرکت‌هایی که این صابون‌ها را تولید می‌کنند ادعا می‌کنند که بوی این غذاها ناشی از گوگرد است که با شستن دست‌ها به اسید سولفوریک تبدیل می‌شود. هدف از صابون فولادی اتصال مولکول‌های آن به مولکول‌های گوگرد است، بنابراین این صابون‌ها مولکول‌های بو را از دست جدا می‌کنند. با این وجود، شواهد علمی محکمی دربارهٔ اثربخش بودن این صابون‌ها وجود ندارد.